# Zmeica
Zmeica (bułg. Змеица) – wieś w Bułgarii, w obwodzie Smolan, w gminie Dospat. W 2024 roku liczyła 1140 mieszkańców.

## Historia
W dokumencie głównego muftiego w Stambule, wymieniającym wakf w Księstwie Bułgarii (który w okresie od XVI w. do 1920 r. przyczyniał się na rzecz islamskich instytucji religijnych, oświatowych i charytatywnych) wieś wymieniana jest jako Yılancı.

## Osoby związane z miejscowością

### Urodzeni
- Krasimir Szotarow (1968) – bułgarski strażak, starszy komisarz